# Willy på Eventyr
Willy på Eventyr er dansk tegneserie med paneltekster i stedet for talebobler af Harry Nielsen. Willy på Eventyr var baseret på den engelske serie Rob the Rover , der fik sin debut i Familie Journalen i 1923 og med tiden fik titlen Willy på Eventyr. Den engelske serie blev indstillet under 2. Verdenskrig, og Harry Nielsen påbegyndte i 1941 sin egen version. Historierne om den kække Willy og ledsagerne Jonna og onkel Hans fortsatte til 1947, hvor titlen Willy på Eventyr blev overtaget af den amerikanske serie Johnny Hazard (1944-74). 1956-77 genopstod den danske Willy, nu med andre tegnere og forfattere. De nye folk der videreførte Willy på Eventyr var Aage Grauballe der var manuskriptforfatteren og tegneren Tage Andersen.
Tage Andersen brugte Preben Kaas som model for sine tegninger af Willy.
Striberne i Familie Journalen er senere samlet og udsendt i bogform:
- 2015, Willy på eventyr - Bind 1. Uranskibet, ISBN 978-87-91419-16-4
- 2016, Willy på Eventyr - Bind 2. Rumpiraten, ISBN 978-87-998943-1-4
- 2017, Willy på Eventyr - Bind 3. Robotternes fanger, ISBN 978-87-998943-2-1
- 2018, Willy på Eventyr - Bind 4. Den frosne by, ISBN 978-87-998943-4-5
- 2019, Willy på Eventyr - De blå varulve, ISBN 978-87-998943-5-2